# Райнсберг
Ра́йнсберг (нем. Rheinsberg) — город в Германии, в округе Восточный Пригниц — Руппин федеральной земли Бранденбург. Город стоит на реке Рин и является известным местом отдыха. По занимаемой площади Райнсберг стоит в одном ряду с Бременом и Дрезденом и является одной из (территориально) крупнейших общин Германии.
Известен Райнсберг стал благодаря книге «Райнсберг — книга в картинках для влюблённых» Курта Тухольски, а также благодаря упоминанию в «Странствиях по Бранденбургской марке» Теодора Фонтане.
Входит в состав района Восточный Пригниц-Руппин.  Занимает площадь 324,82 км². Официальный код — 12 0 68 353.
Город подразделяется на 17 городских районов.

## Население
| Год  | Численность | Численность |
| ---- | ----------- | ----------- |
| 2000 | 9374        | [ 1 ]       |
| 2005 | 9005        | [ 1 ]       |
| 2010 | 8466        | [ 2 ]       |
| 2015 | 8153        | [ 3 ]       |
| 2020 | 7948        | [ 4 ]       |
| 2021 | 7871        | [ 5 ]       |
| 2022 | 7948        | [ 6 ]       |
| 2023 | 7971        | [ 7 ]       |

## География
Рейнсберг находится в Райнсбергской озёрного края среди множества больших и малых озёр, а также красочных холмистых лесных ландшафтов. С юга к городу примыкает Руппинская Швейцария.

### Административное деление
Райнсберг подразделяется на 17 административных единиц, которые, в свою очередь, подразделяются на более мелкие:
| - Басдорф - Браунсберг - Дирберг - Дорф Цехлин - Флеккен Цехлин (включая Альт-Луттеров и Ной-Луттеров) - Гросцерланг (включая Адамсвальде и Колони) - Хайнрихсдорф (включая Хайнрихсфельде и Кёперниц) - Кагар - Клайнцерланг (включая Пребелов) | - Линов (включая Мёкерн и Варентин) - Луме (включая Хаймланд и Репенте) - Райнсберг (включая Беренбуш, Беркхольцофен, Шарлоттенау, Фельдгрибен, Паульсхорст, Шлаборн и Винвин) - ШВанов - Валлиц - Цехлинерхютте - Цехов - Райнсхаген - Цюлен |

## История
Местность вокруг Райнсберга была заселена достаточно давно. Остатки поселений были также найдены на острове Remus на Райнсбергском озере. Город неразрывно связан с дворцом и династией Гогенцоллернов. После приобретения города прусским королём Фридрихом Вильгельмом I, а также крупного пожара в 1740 году город и дворец (до этого в стиле ренессанса)) вновь отстроены архитекторами Иоганном Готфридом Кемметером и Георгом Венцеслаусом фон Кнобельсдорфом. Рейнсбергский дворец, ставший резиденцией кронпринца Фридриха, является образцом архитектуры фридерицианского рококо и послужил прообразом Сан-Суси в Потсдаме. В местной капелле наследного принца служил придворным цимбалистом Фридриха Великого Карл Филипп Эммануил Бах. Благодаря многочисленным перестройкам замка Райнсберг постепенно стал небольшим городом-резиденцией. В 1762 была основана керамическая мануфактура, ставшая впоследствии одной из крупнейших в Пруссии. Став королём, Фридрих Великий уступил дворец своему брату Генриху, которых проживал во дворце до своей кончины в 1802 году и также неоднократно перестраивал дворец.
В 1966 году вблизи города была построена АЭС, являвшаяся крупнейшим предприятием города до своей остановки в 1990 году. С 1968 года Райнсберг является государственно признанным местом отдыха и надеется приобрести также статус здравницы. После объединения двух немецких государств гражданская инициатива Freie Heide борется против продолжающегося военного использования полигона между Альт-Луттеров и Швайнрих. В 1996 году там установлена деревянная стела в память жертв концентрационного лагеря Заксенхаузен.

## Галерея

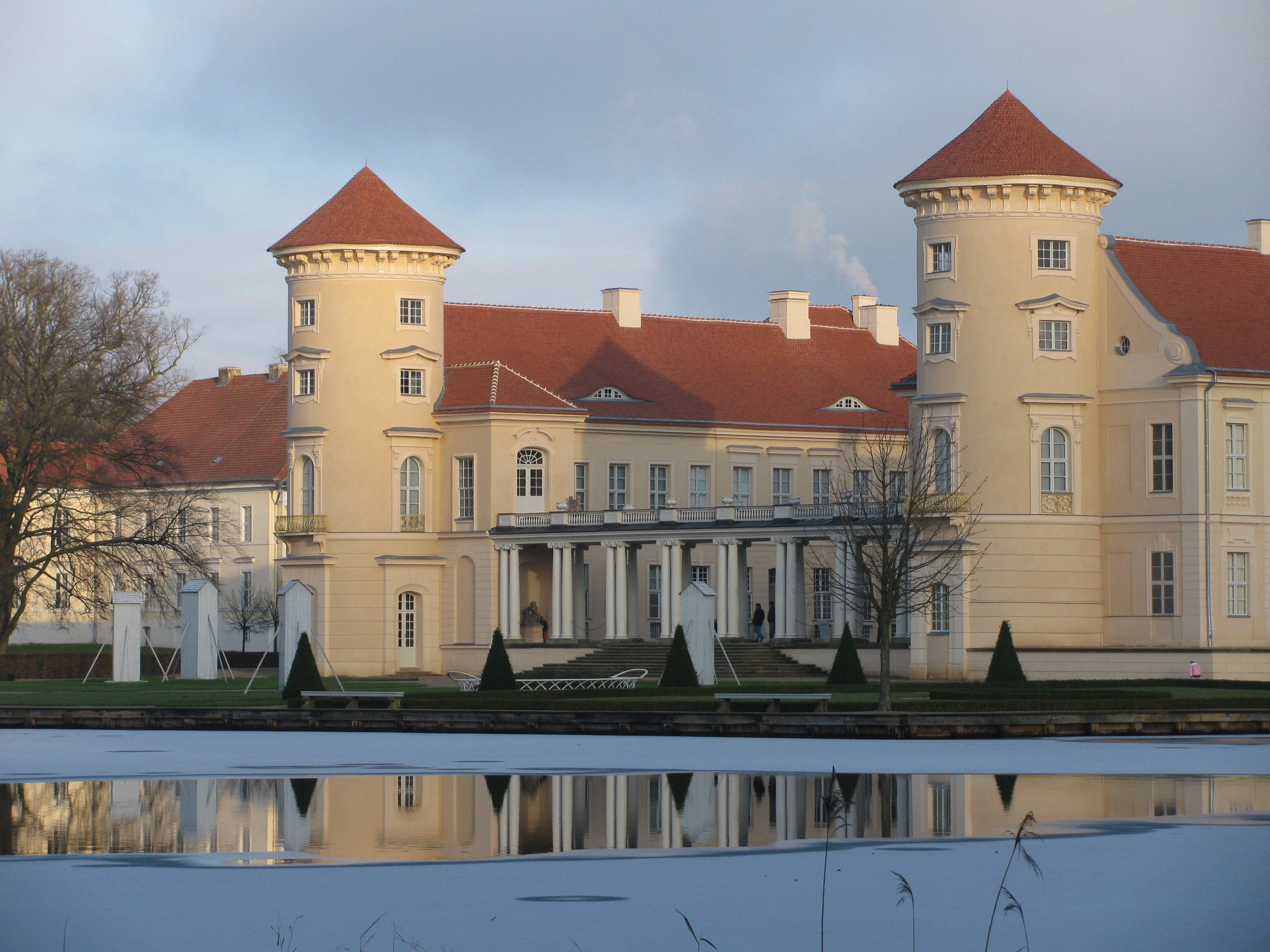
Райнсбергский дворец зимой
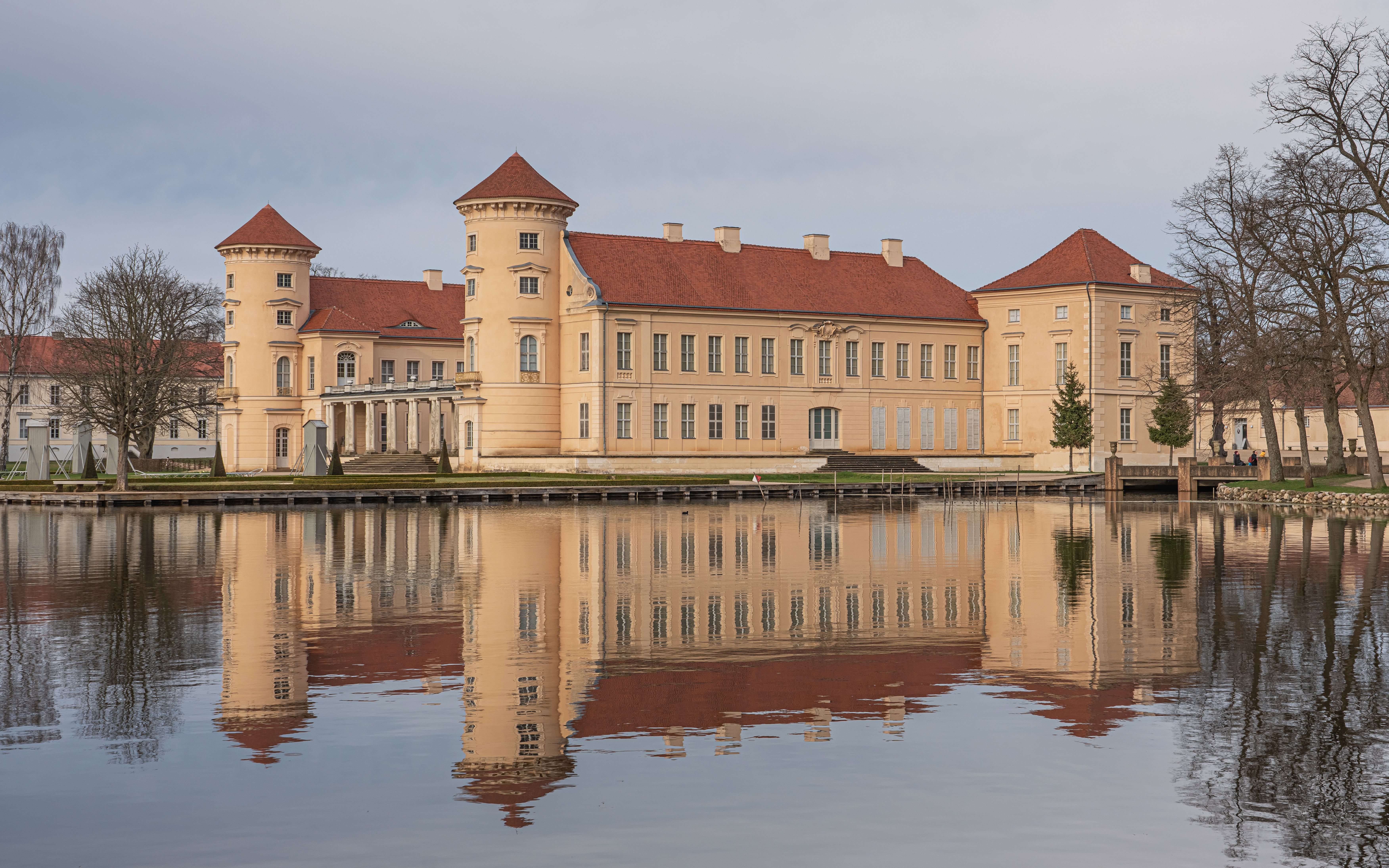
Райнсбергский дворец и озеро
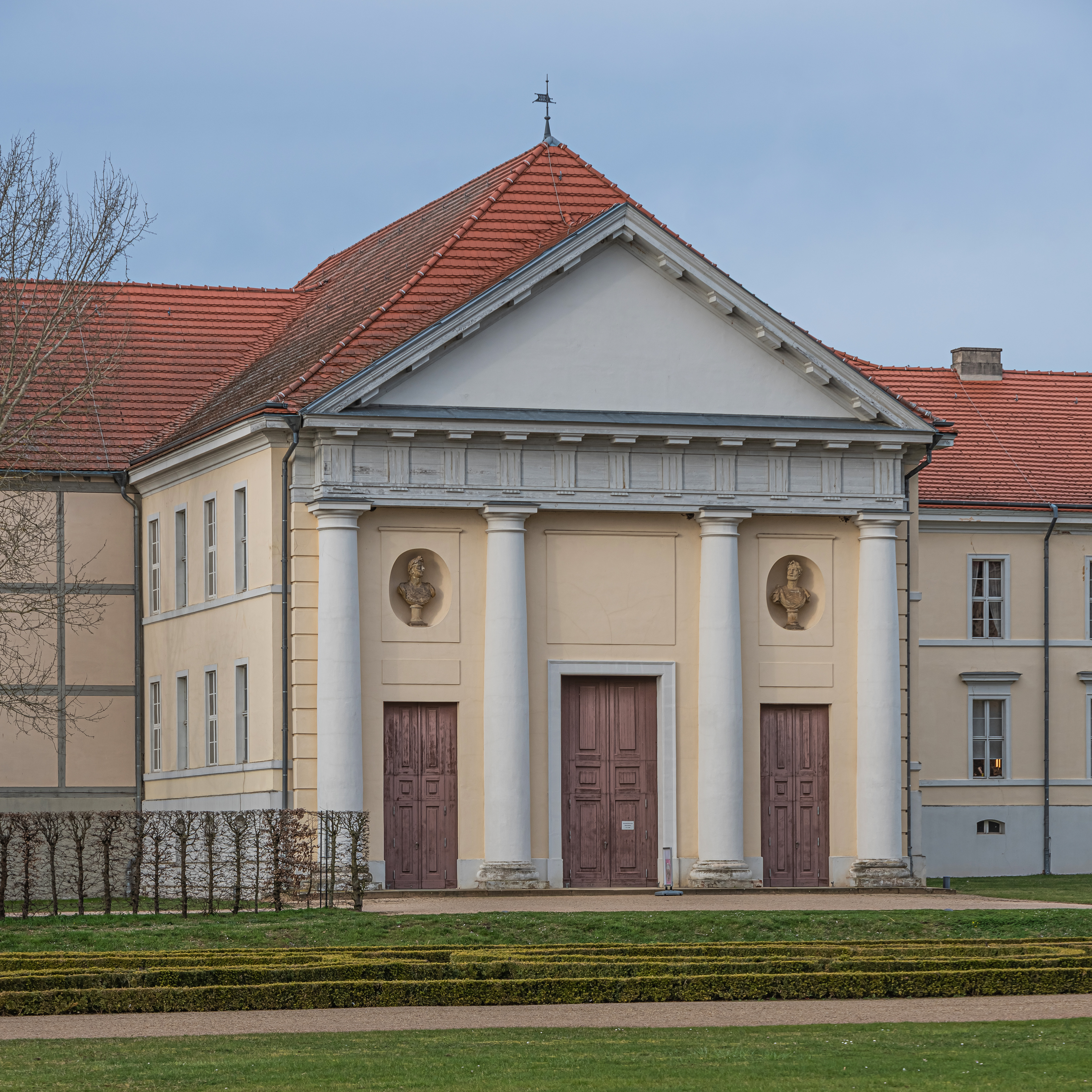
Концертный зал (часть дворцово-паркового ансамбля)
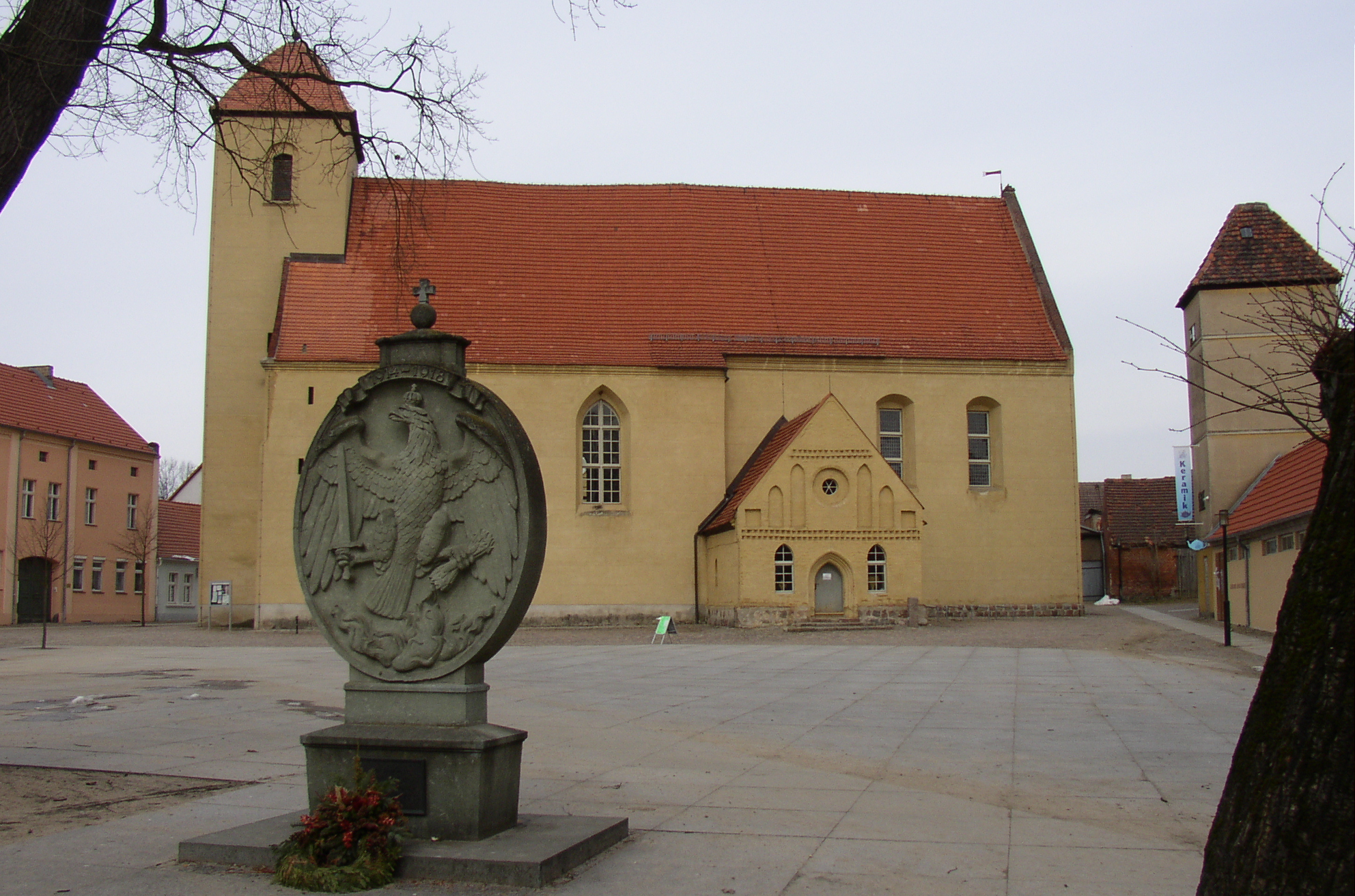
Лютеранская церковь Св. Лаврентия на рыночной площади
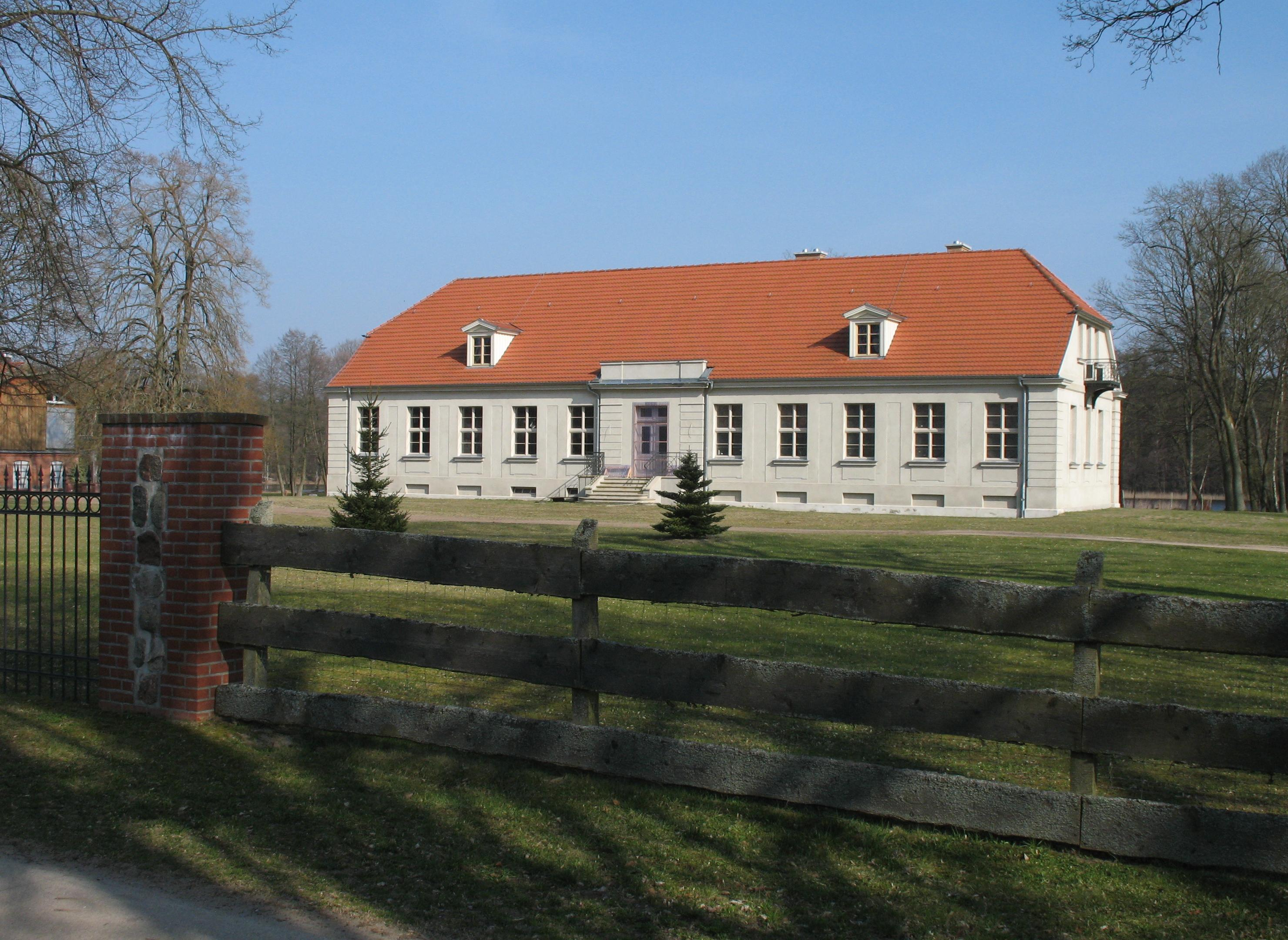
Усадьба на озере в Витвиене
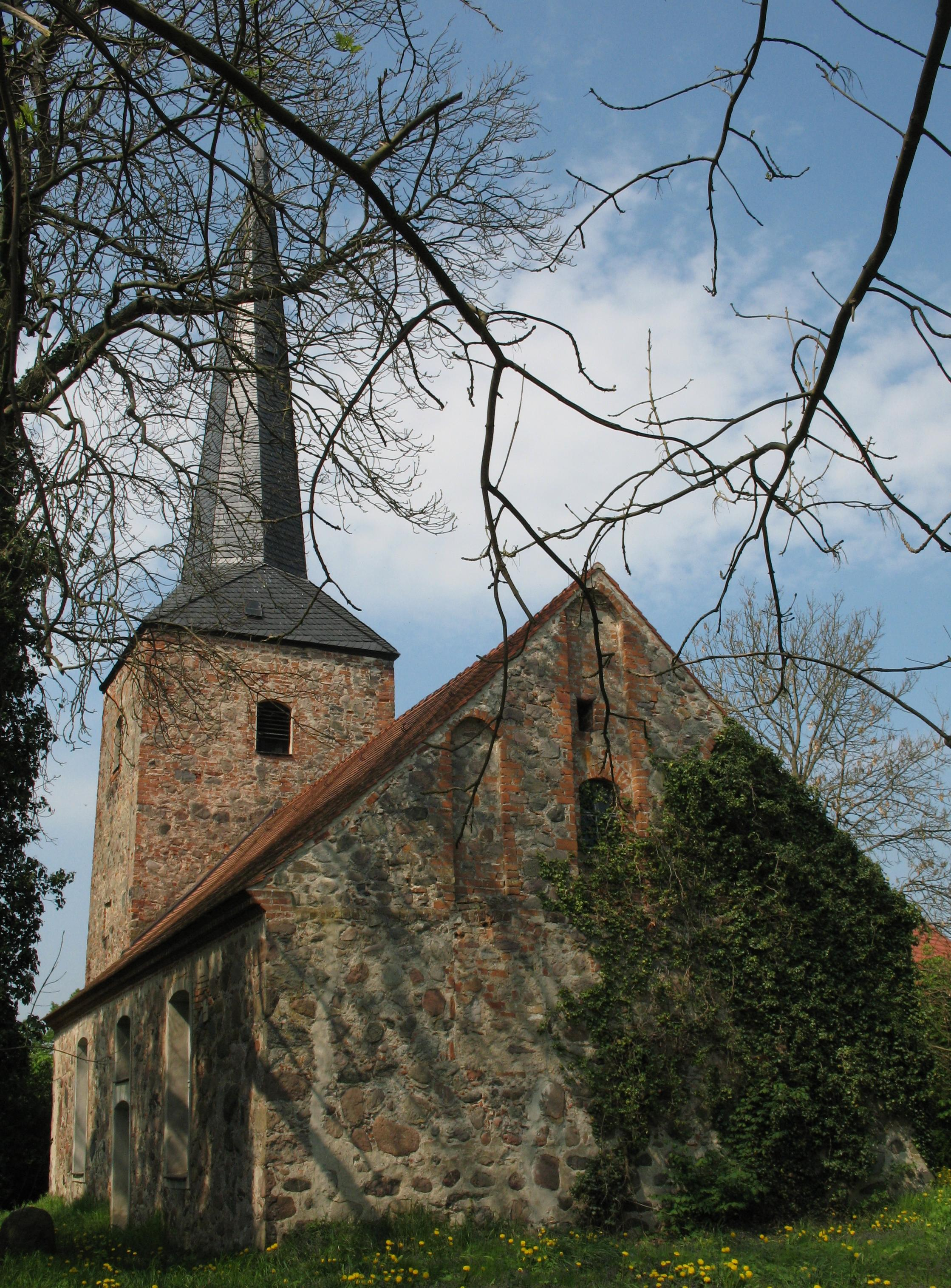
Церковь в Диерберге
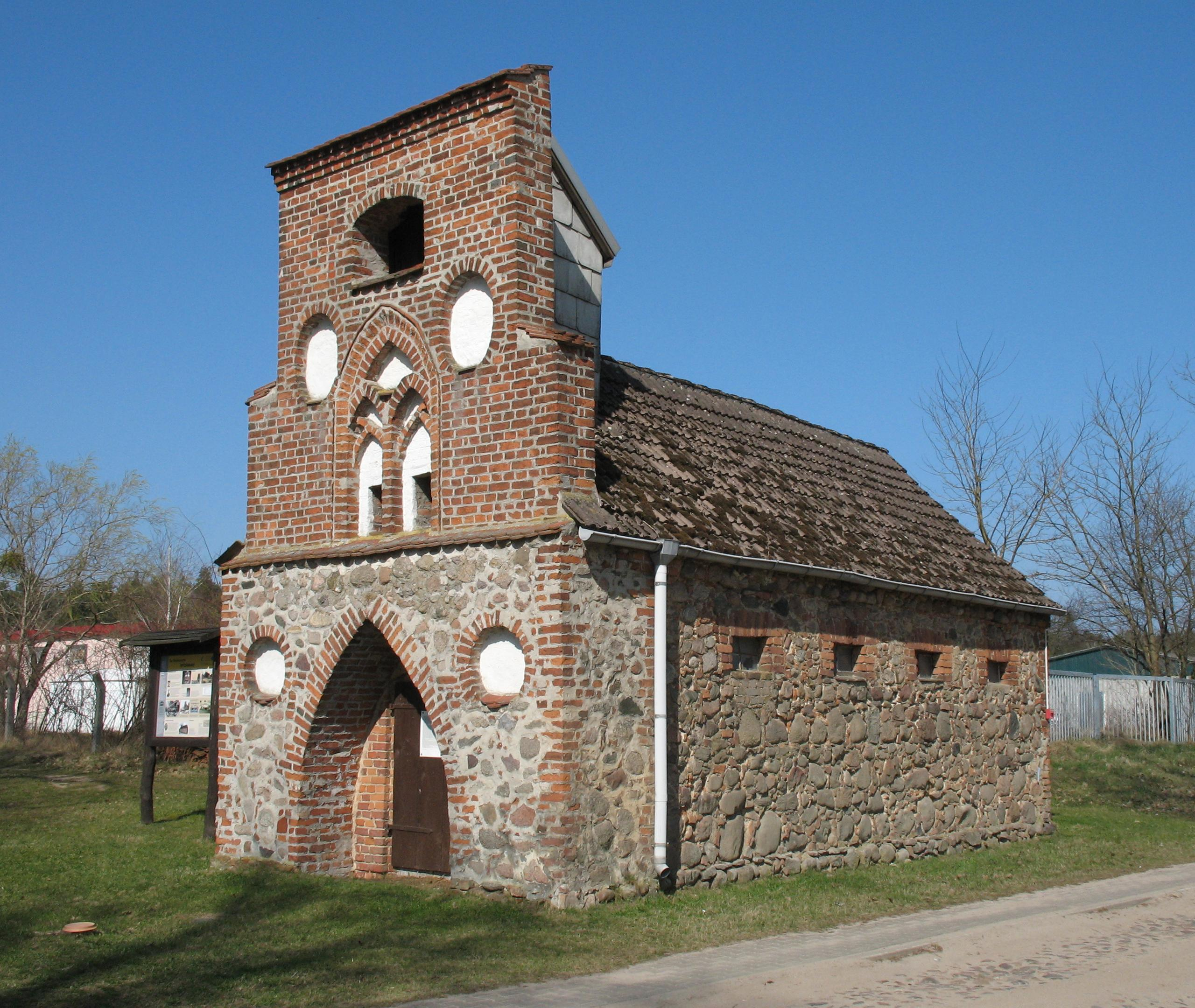
Здание пожаротушения в Генрихсдорфе